# Die Schipper-Kids
Die Schipper-Kids ist eine 10-teilige Kinderhörspielreihe, die 1990 und 1991 vom Norddeutschen Rundfunk (NDR) ausgestrahlt wurde.

## Inhalt
Pia und Tim Roggendiek sind die Kinder von norddeutschen Binnenschiffern und fahren häufig auf dem Schiff der Eltern, der "Gode Lies" mit. Auf ihren Fahrten durch ganz Deutschland werden sie immer wieder in Kriminalfälle verwickelt. Dabei geht es um Brandstiftung, Schmuggel, Umweltverschmutzung, Doping und andere Delikte, nie aber um Gewalt- oder Kapitalverbrechen.

## Sonstiges
Die Serie wandte sich an Kinder und Jugendliche zwischen 7 und 14 Jahren. An einer bestimmten Stelle des Stückes wurde die Handlung unterbrochen und mit eingeladenen Hörern, sogenannten „Studio-Kommissaren“, über den weiteren Fortgang der Geschehnisse diskutiert, bis die Geschichte dann bis zum Ende weiterlief.
Gesendet wurden die einzelnen Folgen zwischen Januar 1990 und Mai 1991 einmal monatlich, zum Teil in längeren Abständen.

## Episodenliste
| Folge | Erstsendung       | Titel                                        | Gastsprecher (Auswahl)                                                          |
| 1     | 14. Januar 1990   | Die Schipper-Kids und das schwarze Faß       | Dietmar Mues, Rolf Bohnsack, Hans Irle, Joachim Richert                         |
| 2     | 18. Februar 1990  | Die Schipper-Kids und die Aktion Tina        | Gernot Endemann, Werner Cartano                                                 |
| 3     | 25. März 1990     | Die Schipper-Kids und der schlappe Hund      | Klaus Dittmann, Jochen Baumert, Burghart Klaußner, Willy Witte, Willy Bartelsen |
| 4     | 29. April 1990    | Die Schipper-Kids und der doppelte Verdacht  | Hans Irle, Jörg Gillner, Gerlinde Dillge, Wolfgang Kaven                        |
| 5     | 27. Mai 1990      | Die Schipper-Kids und Opa Knurrigs Geheimnis | Jasper Vogt, Uta Stammer, Rolf Becker                                           |
| 6     | 11. November 1990 | Die Schipper-Kids und der Seifentrick        | Reinhard von Hacht, Ingeburg Kanstein, Günther Flesch, Olaf Kreutzenbeck        |
| 7     | 23. Dezember 1990 | Die Schipper-Kids und die Kopie              | Meike Meiners, Peter Kaempfe, Jochen Baumert                                    |
| 8     | 20. Januar 1991   | Die Schipper-Kids und der Krimi-Hit          | Ulrich Faulhaber, Claudia Demarmels, Siegfried W. Kernen, Fritz Lichtenhahn     |
| 9     | 17. Februar 1991  | Die Schipper-Kids und der Weltmeister        | Josef Bilous, Thomas Meinhardt, Jörgpeter Ahlers                                |
| 10    | 26. Mai 1991      | Die Schipper-Kids und der Mann vom Fernsehen | Günther Jerschke, Gert Haucke, Jasper Vogt, Marion Breckwoldt                   |